# Anita Fetz

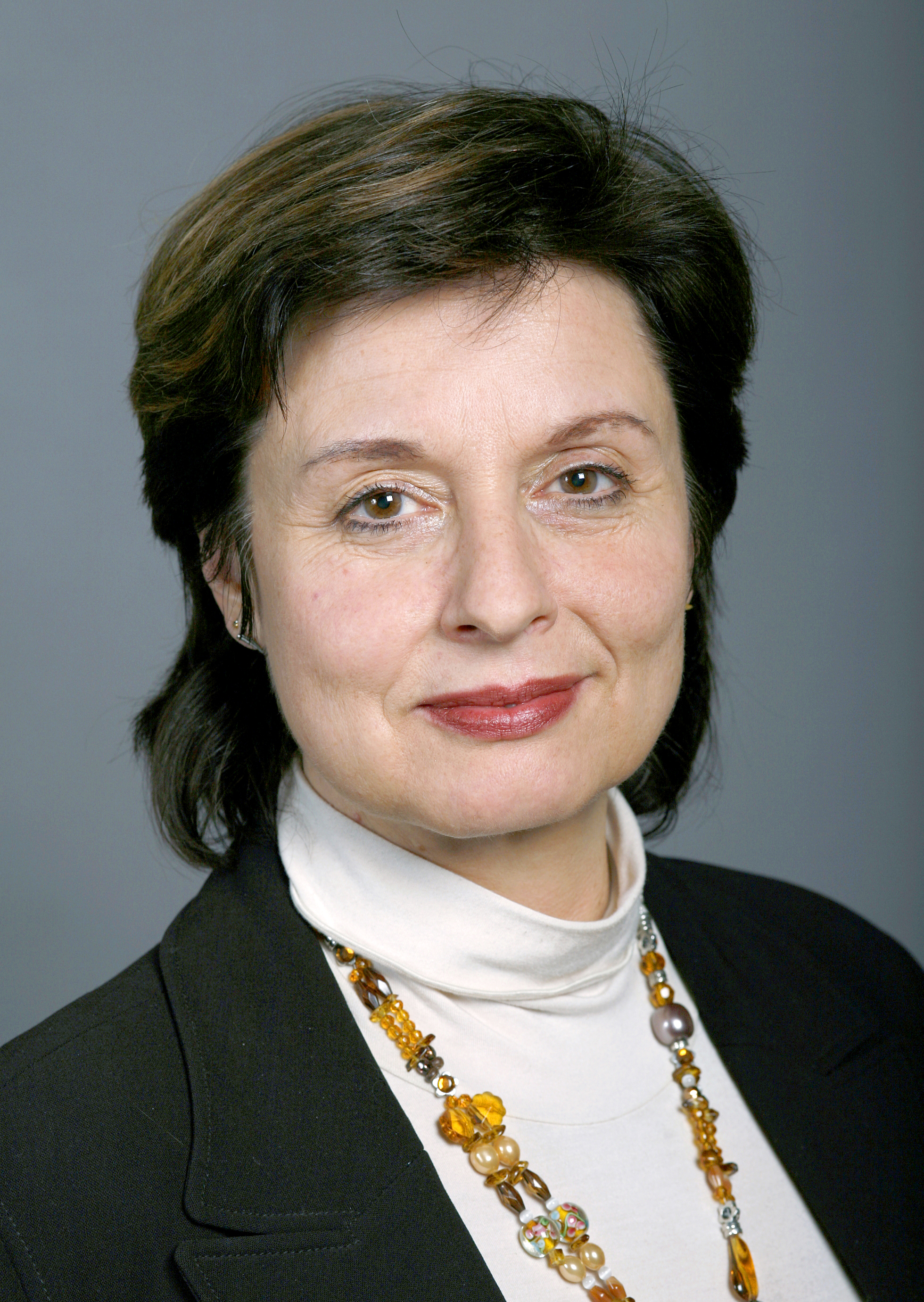
Anita Fetz (2007) Ständerätin der SP

Anita Fetz (* 19. März 1957 in Basel; heimatberechtigt in Basel, Domat/Ems und Gelterkinden) ist eine Schweizer Politikerin (SP).

## Leben

Anita Fetz (1985) Nationalrätin der POCH

Fetz hat nach der Matura am Gymnasium Münchenstein an den Universitäten Basel und Berlin Geschichtswissenschaft studiert (Lizentiat 1983) und arbeitet als selbständige Unternehmensberaterin.
Als Mitglied der Progressiven Organisationen der Schweiz gehörte sie von 1984 bis 1989 dem Grossen Rat von Basel-Stadt und von Mitte 1985 bis Ende 1989 dem Nationalrat an. Gemeinsam mit Katharina Streit hatte sie 1980 das Sekretariat der Organisation für die Sache der Frau (OFRA) inne. 1990 war sie Mitbegründerin und bis 1997 Verwaltungsrätin der Alternativen Bank Schweiz. 1995 trat sie der SP bei und war von 1997 bis 2004 erneut Grossrätin und von den Wahlen 1999 bis 2003 erneut Nationalrätin. Von den Wahlen 2003 bis 2019 war sie Ständerätin des Kantons Basel-Stadt. Im Februar 2012 wurde Fetz gemeinsam mit Roger Nordmann zur Vizepräsidentin der SP-Fraktion in der Bundesversammlung gewählt. Zum Ende der 50. Legislaturperiode trat sie von ihren politischen Ämtern zurück. Sie ist seit 2022 im Vorstand des Deutschschweizer Vereins Exit (Schweiz), wo sie für das Ressort Kommunikation zuständig zeichnet.